# 文化艺术中心站
文化艺术中心站位于中华人民共和国湖南省长沙市岳麓区梅溪湖路、连湖一路与临水路交叉口地下，是长沙地铁2号线的地铁车站，于2015年12月28日开通。

## 车站

### 车站结构
| 地下 一层 | 站厅层                                | 站厅、售票机、客服中心、出入口          |  |
| 地下 二层 |                                       | 2号线列车开往梅溪湖西（下一站：麓云路） |  |
| 地下 二层 | 岛式月台，左边车门将会开启            |                                         |  |
| 地下 二层 | 2号线列车开往光达（下一站：梅溪湖东） |                                         |  |